# Анукрамани
Анукрамани (санскр. अनुक्रमणी, IAST: Anukramaṇī ) или анукраманика (IAST: Anukramaṇikā ) — систематизированные индексы ведийских гимнов, записывающие стихотворный размер, содержание и традиции авторства.

## Анукрамани «Ригведы»
Шесть анукрамани «Ригведы» описано Шаунакой: Ануваканукрамани, Аршанукрамани, Чандонукрамани, Деватанукрамани, Паданукрамани и Суктанукрмани. За исключением Ануваканукрамани, остальные дошли только в цитатах, найденных в произведениях Шадгурушишьи.
Наиболее важной анукрамани «Ригведы» является Сарванукрамани (около II в. до н. э.) авторства Катьяяны, в которой записано первое слово, количество стихов, имя и семья поэта (риши), имена богов и стихотворные размеры для каждого из 1028 гимнов «Ригведы». Ведартхадипика, написанная Шадгурушишьей в XII веке, является весьма значимым комментарием для труда Катьяяны.

## Анукрамани других Вед
Аршея-брахмана является самой ранней анукрамани «Самаведы», принадлежа к шакхе Каутхума. Джайминия-аршея-брахмана это более поздняя анукрамани этой Веды, принадлежащая к шакхе Джайминия.
Три анукрамани относятся к «Яджурведе». Они относятся к Айтарея-шакхе Тайттирия-самхиты, Чараяния-шакхе (известной как Мантраршадхьяя) и Мадхьяндина-шакхе Ваджасанейи-самхиты.
Брихатсарванукрамани и Атхарваведия-панчапаталика являются анукрамани «Атхарваведы». Брихатсарванукрамани — это полный индекс «Атхарваведы» в 10 частях.